# Isabella Greenway
Pour les articles homonymes, voir Greenway.
Isabella Dinsmore Selmes Ferguson Greenway King, née le 22 mars 1886 et morte le 18 décembre 1953, est surtout connue comme la première membre du Congrès américain de l'histoire de l'Arizona et comme la fondatrice de l'Arizona Inn of Tucson. Au cours de sa vie, elle est également connue comme propriétaire et exploitante de Gilpin Airlines basée à Los Angeles, conférencière à la Convention nationale démocrate de 1932 et demoiselle d'honneur au mariage d'Eleanor et Franklin D. Roosevelt.

## Jeunesse
Isabella Dinsmore Selmes est née fille de Tilden Russell Selmes (1835-1895) et de Martha "Patty" Macomb Flandrau (1861-1923) à la ferme historique Dinsmore dans le comté de Boone, Kentucky, qui appartenait à la grand-tante maternelle de sa mère, Julia Stockton Dinsmore (en) (1833–1926). Tilden Selmes est avocat général du Northern Pacific Railroad tandis que Patty Flandrau est la fille du juge et homme politique du Minnesota Charles Eugene Flandrau (en) (1828-1903) et de sa première épouse Isabella Ramsay Dinsmore (1830-1867).
La famille Selmes possède un ranch dans le territoire du Dakota, proche de celui de Theodore Roosevelt et ils développent une amitié étroite les uns avec les autres. Après la mort prématurée de son père en 1895, Isabella et sa mère vivent avec divers membres de la famille de sa mère au Kentucky, au Minnesota et à New York. Isabella fréquente l'École Chapin (en) à New York, où elle rencontre et noue une amitié avec la nièce de Roosevelt, Eleanor.

## Premier et deuxième mariages

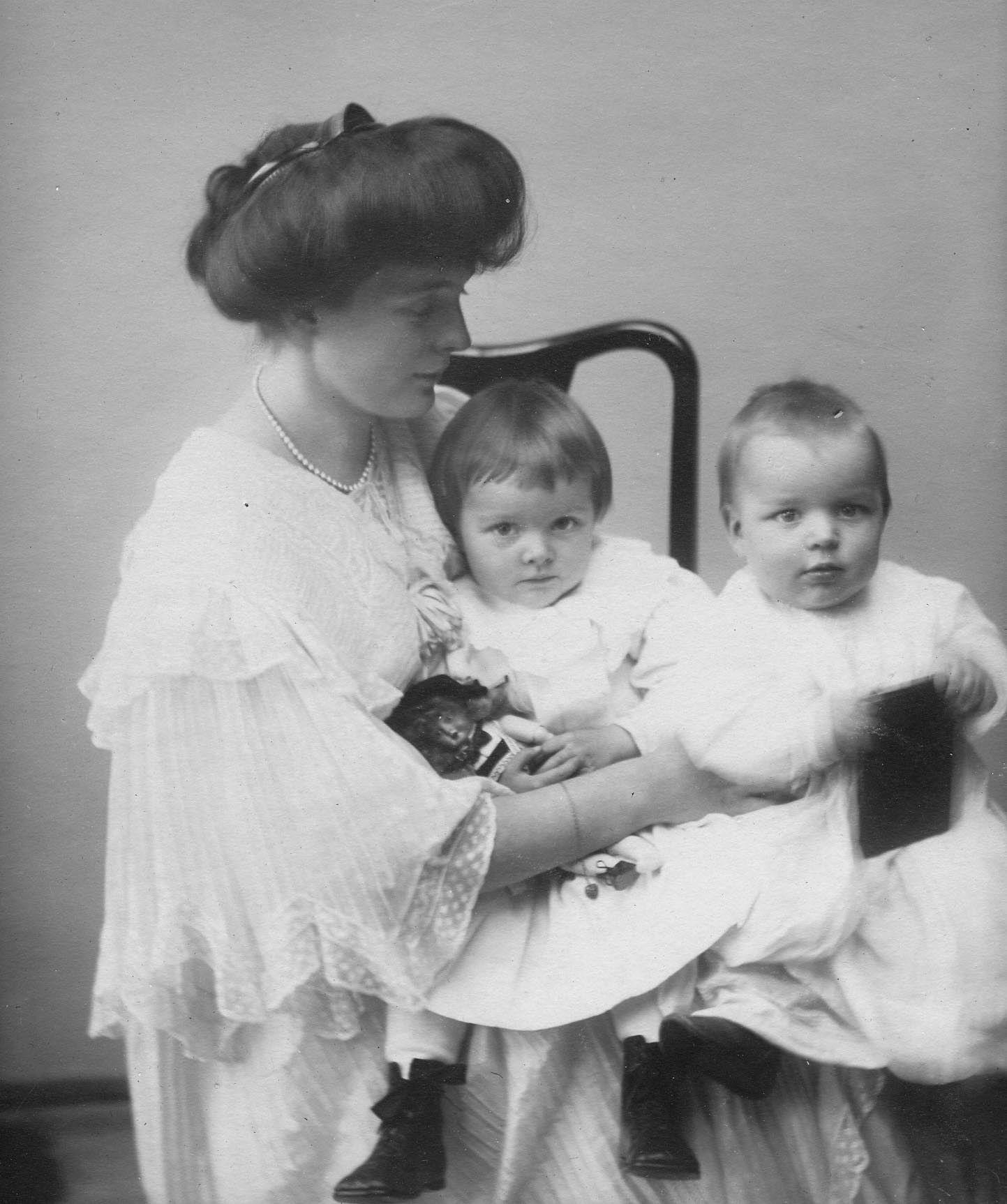
Isabella Ferguson (plus tard Greenway) avec ses enfants, Martha et Robert, Jr.

En 1905, Isabella Greenway est l'une des demoiselles d'honneur lorsque Eleanor Roosevelt épouse Franklin Delano Roosevelt. Peu de temps après, alors que les Roosevelt sont en lune de miel, Isabella épouse Robert Munro-Ferguson (1867-1922), le frère cadet de Ronald Munro-Furguson (1860-1934). Robert est un ami de la famille des Roosevelt, ainsi que l'un des Rough Riders de Theodore Roosevelt. Robert et Isabella Greenway deviennent les parrains et marraines de la fille unique de Franklin et d'Eleanor, Anna Roosevelt Halsted (en),.
Trois ans après leur mariage, Robert Munro contracte la tuberculose et en 1910, le couple déménage dans le climat sec du Nouveau-Mexique, espérant améliorer sa santé. Là, Greenway soigne son mari et éduque leurs deux enfants ; Robert, Jr. (1908) et Martha (1906). Pendant cette période, Isabella Greenway et Eleanor Roosevelt établissent une correspondance étroite qui continue pour le reste de leur vie.
Après la mort de Robert en 1922, elle épouse un ami proche, le général John Campbell Greenway (en) (1872-1926), un autre membre des Rough Riders de Roosevelt, qu'elle a rencontré en 1911. John fait déménager la famille dans un ranch en Arizona près de Bisbee, où il est directeur de la Calumet and Arizona Mining Company. La famille part ensuite pour une autre ville minière, Ajo, où nait leur fils John Selmes ("Jack") Greenway (1924-1995). En 1926, John meurt subitement, à la suite d'une opération, laissant à nouveau Isabella veuve,,.
Isabella Greenway et ses deux enfants emménagent à Williams, en Arizona, et achètent le Quarter Circle Double X Ranch, comme elle et John l'avaient prévu. Grâce à des transactions commerciales intelligentes et à la vente de ses actions minières au sommet de leur valeur, avant le krach boursier, elle fait croître le ranch sur plus de 130 000 acres. Au cours de la même période, elle devient également propriétaire et exploitante de Gilpin Airlines, basée à Los Angeles,.

## Militantisme et politique

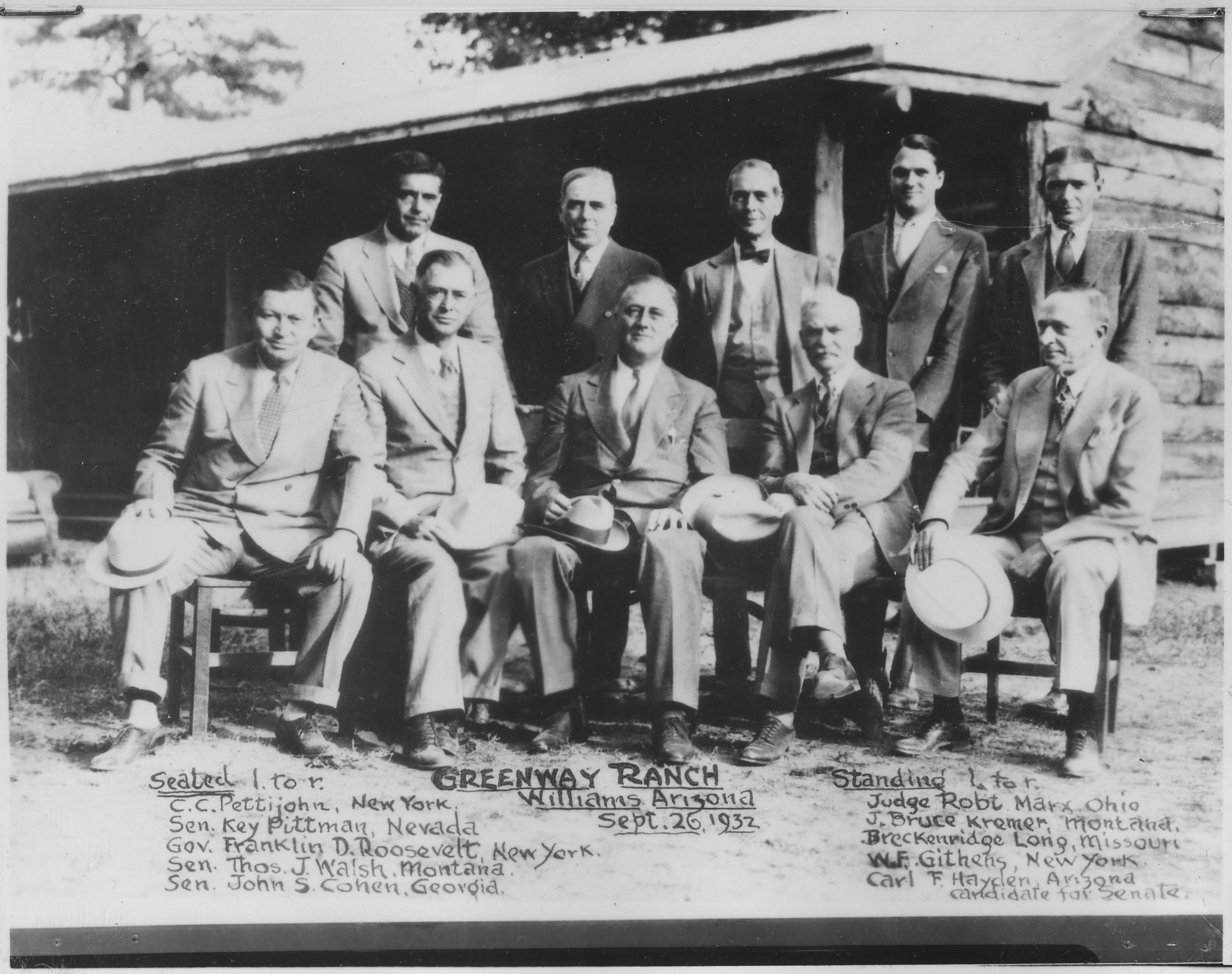
Franklin D.Roosevelt (au centre) au Quarter Circle Double X Ranch (1932)

Les intérêts politiques et le militantisme social d'Isabella sont parallèles aux intérêts de son amie Eleanor. Pendant la Première Guerre mondiale, elle développe et dirige un réseau de femmes du sud-ouest qui cultivent pendant que les hommes sont à l'étranger. À la fin des années 1920, elle ouvre le Arizona Hut, une usine de meubles employant des vétérans handicapés et leurs familles immédiates. En 1928, elle devient membre du comité national démocrate de l'Arizona et, en 1932, fait campagne pour Franklin Roosevelt. Elle prononce l'un des discours appuyant sa nomination à la Convention nationale démocrate de 1932.
Greenway est élue la seule représentante de l'Arizona au 73e Congrès en 1932 pour terminer le mandat non expiré du représentant démissionnaire Lewis W. Douglas, qui a été nommé directeur américain du budget. Elle est réélue en 1934. Le jour de son cinquantième anniversaire, elle annonce qu'elle se retire de la fonction publique. Bien qu'elle ait largement soutenu la législation du New Deal pendant ses mandats, elle démontre son indépendance politique en rompant avec le président sur certaines questions préoccupant les anciens combattants, une partie importante de sa base politique en Arizona. Elle s'oppose à la législation visant à réduire les pensions des militaires de la Première Guerre mondiale, fonds pour lesquels FDR prévoit de réduire pour financer des programmes de reprise économique. Elle s'oppose également à certaines dispositions de la Social Security Act, qui, selon elle, seront impossibles à appliquer sur le long terme.

## Dernières années
En 1939, elle épouse le directeur minier Harry O. King (1890-1976), ancien directeur de la National Recovery Administration pour l'industrie du cuivre, puis président de l'Institute of Applied Economics de New York. Pendant ce mariage, Isabella Greenway passe une partie de son temps à New York et une partie à Tucson.
Elle meurt en 1953 à Tucson à l'Arizona Inn, qu'elle a fondé en 1930. Elle est enterrée sur la propriété Dinsmore dans le Kentucky où elle est née.
À Phoenix, Greenway Road et plusieurs écoles publiques portent le nom de son deuxième mari, John Campbell Greenway.

## Voir également
- Femmes à la Chambre des représentants des États-Unis (en)

## Autres sources
- (en) « Isabella Selmes Greenway », dans Office of the Historian, U.S. House of Representatives, Women in Congress, 1917–1990, Washington, Government Printing Office, 1991

- (en) Beasley, Maurine H. et al., The Eleanor Roosevelt Encyclopedia, p. 2017-8
- Miller, Kristie, Isabella Greenway: An Enterprising Woman, Tucson, Ariz., University of Arizona Press, 2004 (ISBN 0-8165-1897-1)
- A Volume of Friendship: The Letters of Eleanor Roosevelt and Isabella Greenway, 1904–1953, Tucson, Arizona, Arizona Historical Society, 2009 (ISBN 978-0-910037-50-1)